# Wolf 940
Wolf 940 (GJ  1263 / LHS 3708 / G 93-35) es una estrella en la constelación de Acuario situada al sureste de Sadalmelik (α Aquarii), noreste de Sadalsuud (β Aquarii), sur de Enif (ε Pegasi) y norte de Deneb Algedi (δ Capricorni).
De magnitud aparente +12,70, se halla a 39,9 años luz del sistema solar. Desde 2009 se conoce la existencia de una compañera subestelar, una enana marrón, en órbita alrededor de esta estrella.
Wolf 940 es una enana roja de tipo espectral M3.5-4V.
Tomando como referencia las estimaciones de RECONS, la masa de Wolf 940 puede ser inferior a una quinta parte de la masa solar, con un diámetro probablemente algo menor de la mitad del diámetro solar.

Es una estrella fría de características similares a Ross 154, Ross 128 o G 99-49, aunque se encuentra más alejada de nosotros que cualquiera de ellas.

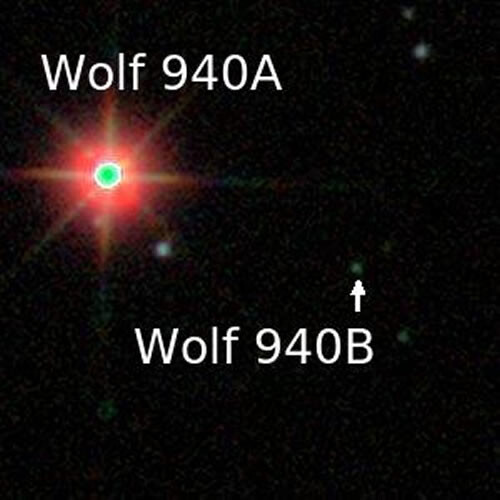
Composición infrarroja del sistema Wolf 940, obtenida a partir de las imágenes originales del UKIDSS. Se combinaron tres imágenes tomadas a 1,0, 1,3 y 1,6 micras para crear esta imagen a color de Wolf 940A (estrella brillante a la izquierda) y Wolf 940B (un tenue punto azul/verde a la derecha del centro).

Su luminosidad puede equivaler a un 0,11 % de la que tiene el Sol.
Al no estar catalogada como estrella fulgurante ni como variable en general, se piensa que su edad posiblemente es mayor de 1000 millones de años.
La estrella conocida más cercana a Wolf 940 es otra enana roja, LHS 516, distante 4,2 años luz. El sistema estelar Deneb Algedi se encuentra a 11 años luz de distancia de Wolf 940.

## Compañera subestelar
Wolf 940 forma un sistema binario con una enana marrón, denominada Wolf 940 b. En 2009 se obtuvo una imagen directa de este objeto, siendo una de las enanas marrones más frías detectadas, ya que su temperatura superficial es de aproximadamente 300 °C. 
Debido a su baja temperatura, aparece como un objeto brillante en el infrarrojo pero muy tenue en el espectro visible. Su masa está comprendida entre 20 y 30 veces la masa de Júpiter y su diámetro es semejante al de este planeta. Al igual que la enana marrón Gliese 229 B, en su superficie es abundante el metano, estando clasificada como de tipo espectral T8.5. Actualmente está separada 440 UA de Wolf 940, estimándose su período orbital en 18 000 años.